# ラダー抵抗回路

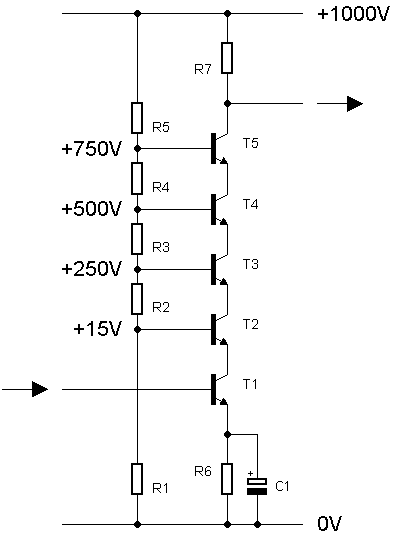
ラダー抵抗を用いた回路の一例。カスコード接続されたトランジスタのバイアス電圧をラダー抵抗が提供している。

ラダー抵抗回路、もしくは電圧ラダー (英: voltage ladder) とは、複数の抵抗器を直列につなぎ、全体に電圧を印加する単純な電子回路である。ラダー抵抗は、フラッシュAD変換回路などに用いられる、一連の参照電圧の提供に便利である。

## 動作
各抵抗器に起こる電圧降下により、電圧の高いものから順に一連の「はしごの横木」が生じる。各結節点における電圧はオームの法則を用いて簡単に計算できる。
ラダーは直列回路であるから、各抵抗器に流れる電流は全て同一であり、全電圧を全抵抗の抵抗値の合計で割った値 I = (V/Req) となる。電圧降下は IRn により容易に計算できる。ただし、Rn は対象となる抵抗器の抵抗値である。接地点に対する各結節点の電位は、接地点からその結節点までの抵抗器の電圧降下の総和となる。
電流を直接計算しなくても、分圧の考え方により電圧を決定することもできる。この方法によれば、V を総電圧、Req は総（合成）抵抗値、Rn は対象抵抗器の抵抗値各抵抗器の電圧降下は V*Rn/Req となる。である。各結節点の接地点に対する電位は電圧降下の合計として計算することもできるが、結節点と接地点の間にある抵抗器を合成して抵抗値 RT の一つの抵抗器とみなして、VRT/Req と計算することもできる。